# Registret for Udenlandske Tjenesteydere
Registret for Udenlandske Tjenesteydere (RUT) , et dansk register for registrering af udenlandske virksomheder, som midlertidigt udfører tjenester i Danmark.